# Copitarsia hampsoni
Copitarsia hampsoni är en fjärilsart som beskrevs av Juan Brèthes 1923. Copitarsia hampsoni ingår i släktet Copitarsia och familjen nattflyn. Inga underarter finns listade i Catalogue of Life.